# Третьяков, Виктор Михайлович (политик)
Виктор Михайлович Третьяков (30 августа 1933 с. Холмогоры, Северный край, РСФСР — 11 ноября 2003, Архангельск, Российская Федерация) — советский партийный, государственный деятель, председатель Архангельского облисполкома (1975—1990).

## Биография
В 1956 г. окончил Архангельский лесотехнический институт, в 1972 г.заочную высшую партийную школу при ЦК КПСС, действительный член Международной академии по экологии и безопасности жизнедеятельности (1995), почетный доктор ПГУ им. М. В. Ломоносова (1995), АГТУ (1999).
В 1956—1959 гг. — сменный мастер, начальник л/з, главный инженер Цигломенского деревообрабатывающего комбината;
в 1959—1961 гг. — секретарь, 1961—1965 — 1-й секретарь Архангельского обкома ВЛКСМ;
в 1965—1975 гг. — заведующий отделом лесной промышленности, секретарь Архангельского обкома КПСС;
в 1975—1990 гг. — председатель Архангельского облисполкома;
в 1990—1992 гг. — заместитель директора Института экологических проблем Севера УрО РАН;
с 1996 г — исполнительный директор Дирекции экспертно-аналитического координационного совета при главе администрации Архангельской области.
В 1993—2001 гг. — генеральный директор Ломоносовского фонда.
Депутат Верховного Совета РСФСР 9—11-го созывов.

## Награды и звания
Награждён орденом Трудового Красного Знамени, двумя орденами «Знак Почета», орденом Дружбы, тремя медалями СССР.